# Havanardia pokornyi
Havanardia pokornyi is een mosselkreeftjessoort uit de familie van de Bairdiidae. De wetenschappelijke naam van de soort is voor het eerst geldig gepubliceerd in 1973 door Key.